# نیرنگ (زرتشتی)
نیرنگ واژه ای است به زبان پهلوی به معنی مراسم دینی. امروزه پارسیان هند به جای این کلمه به زبان گجراتی واژهٔ کیریا (در سانسکریت کریا) را بکار می‌برند. معرب نیرنگ نیرَنج و جمع آن نیرنجات است. به ویژه در نسخه‌های خطی یسنا، ویسپرد و وندیداد که در ایران نوشته شده مقدار زیادی از نیرنگ‌ها یا مراسم دینی و مناسک مذهبی ضبط گردیده‌است. بسا از ادعیهٔ مختصر، چه به زبان اوستایی چه به زبان پهلوی و پازند نیز نیرنگ نامیده شده، چنان‌که نیرنگ کستی نوبریدن و نیرنگ دست و شو و غیره دیده می‌شود. نیرنگ کستی بستن ادعیه مختصری است که به هنگام بستن و گشودن کمربند مخصوص نامزد به کستی باید خوانده شود. در این ادعیه (نیرنگ‌ها) تأثیرات فوق‌العاده‌ای تصور شده، و از برای هر پیشامد زشت و رفع آسیب و حادثه‌ای نیرنگ مخصوصی داشته‌اند. مقدار زیادی از نیرنگ‌ها هنوز به زبان پازند موجود است و برخی از آنها در کتاب‌های متأخر مانند روایات جمع گردیده‌است. یکی از قطعات اوستا همراه با زند (یعنی تفسیر و توضیح پهلوی) که امروزه در دست است نیرنگستان نامیده شده که کتاب مراسم و مناسک ایرانیان است. بعد از سقوط ساسانیان نیرنگ را سحر و افسون و طلسم و شعبده و حیله معنی کردند.